# Тремоліт-азбест
Тремоліт-азбест — волокнистий різновид тремоліту. Міцність на розрив зазвичай низька (азбестин), лише зрідка спостерігається різниця високої міцності й еластичності. Зустрічається в гідротермально змінених гипербазітамі і карбонатних гірських породах.